# Victor Gnimpieba
Victor Gnimpieba Saatong est un responsable syndical agricole et un homme politique camerounais.

## Ascendance
Gnimpieba est le nom d'une dynastie princière descendant de la royauté Fo'O Ndong de Bafou, à 420 km à l'ouest de Yaoundé et à 5 km à l'est de Dschang, dans l'ouest du Cameroun. 
Elle fut fondée vers 1850, et gouverne depuis lors le quartier dénommé Ntsah, à Bafou. Le fondateur de cette dynastie est un cohéritier de deuxième rang (Sa'A dans la tradition Bafou) du Chef Supérieur Bafou. Victor Gnimpieba, dit Ndi Saatong, est le chef actuel de cette dynastie.

## Formation, métier et engagements associatifs
Il a suivi sa scolarité primaire à l'école publique de Bafou Carrefour, et y obtient un CEP. Il entre alors au pensionnat du collège d'enseignement général (CEG), actuel lycée classique d'enseignement général de Dschang, où il occupe le premier rang tout le long de sa formation. Après deux années au service de la Garde Civique Bamiléké et titulaire d'un diplôme de capacité en droit, il entre à l'École d'Infirmier d'Ayos. 
Fonctionnaire du jeune État camerounais indépendant, il occupe son premier poste à l'hôpital départemental du Mungo à Nkongsamba jusqu'en 1966. Après le décès de son père cette année-là, il est muté à Dschang où il sert ensuite à l'hôpital départemental de la Menoua, jusqu'en 1994, occupant notamment le poste de Surveillant général de l'institution pendant plusieurs années. Avec des sœurs de la Mission catholique française à Dschang (amenées par la sœur Thérèse Giller), il crée à Bafou une école maternelle sur des normes internationales (1969-1981), ainsi qu'un Centre de Réhabilitation des Handicapés qui a pendant des années servi de cadre d'insertion et surtout de motorisation facile des personnes à mobilité réduite dans toute la Région de l'Ouest. Après plusieurs années de difficultés, ce centre connaît une certaine renaissance[réf. nécessaire]. 
Depuis sa retraite en 2001, Victor Gnimpieba essaie de mettre sur pied une structure d'accueil des personnes du troisième âge à Bafou.

## Carrière syndicale et politique
Sa carrière politique est tout aussi riche. Il adhère à l'Union nationale camerounaise (UNC) en 1966 pour évoluer aux côtés de son mentor politique Jean Teinkela. Il gravit tous les échelons internes pour devenir son Secrétaire, son Vice-Président et finalement s'imposer face à lui voler la vedette au retour du multipartisme en 1990. Il est président de la section départementale RDPC de la Menoua de 1985 à 2001, maire adjoint de la commune urbaine de Dschang de 1978 à 1982, puis simple conseiller municipal de 1988 à 1992.
Agriculteur averti,, il remporte le Prix Verat au Comice Agropastoral Camerounais de 1980, et plusieurs prix agricoles provinciaux et nationaux (Arachides-Maïs-Haricot, etc). C'est son amour passionné de la caféiculture l'amène tout naturellement à s'engager dans la défense des intérêts des planteurs de café dans son village, puis au niveau départemental et provincial ; il est élu tour à tour délégué des planteurs de Bafou, de Dschang, et de la Menoua aux conseils d'administration de la CAPLAME (Coopérative Agricole des Planteurs de la Menoua) et de l'Uccao à Bafoussam. Il en est président pendant 17 ans, de 1986 à 2003. À la sortie d'une grave maladie, il démissionne de son poste de PCA de l'Uccao, non sans avoir vainement essayé, dans le contexte de crise économique de la décennie 1980, de moderniser une entreprise qu'il dit avoir remise à ses successeurs, « meilleure qu'il l'a reçue »[réf. nécessaire]. Pendant son long règne à l'UCCAO, il participe à plusieurs colloques et autres réunions internationales sur les problèmes de la production agricole en général, et de la caféiculture en particulier. Il a été élu vice-président de la Fédération internationale des producteurs agricoles (FIPA) en mai 1998. Il a notamment participé au Sommet de la Terre à Rio de Janeiro, à celui de Johannesburg, au sxommets de la F.I.P.A. à Ankara et à Manille. Il a été consultant de l'Union européenne, entre autres dans le cadre des accords ACP-UE de Lomé III et IV.
En retrait politique depuis sa maladie de 2001, Gnimpieba Saatong Victor reste l'une des personnalités les plus écoutées dans sa province.